# لويس كونراد بيليتييه
لويس كونراد بيليتييه هو سياسي كندي، ولد في 10 نوفمبر 1852 في لافالتري في كندا، وتوفي في 5 يونيو 1929. نشط حزبياً في حزب كندا المحافظ. وقد انتخب عمدة وانتخب عضو مجلس العموم الكندي.